# Meet the Beatles!
Meet The Beatles!, musikalbum av The Beatles, utgivet i januari 1964 på skivbolaget Capitol Records. Albumet bestod till stor del av material från albumet With the Beatles. Omslagsbilden var likaså den identisk. I samma veva som albumet gavs ut medverkade gruppen i TV-programmet Ed Sullivan Show i USA och Capitol släppte också singeln "She Loves You" på nytt. Denna hade tidigare kommit ut på annat bolag. Genombrottet i Amerika var snart ett faktum. 
Detta var Beatles första album på EMI:s amerikanska etikett Capitol, men det andra som släpptes speciellt för den amerikanska marknaden. En LP och singlar hade då redan släppts av andra amerikanska bolag, såsom Vee Jay Records. Den amerikanska utgåvan har samma omslagsbild som den europeiska utgåvan With the Beatles, ett konstnärligt svartvitt foto på Beatlesmedlemmarna i mörka polotröjor. På Meet The Beatles är dock färgtonen mörkblå.
Av de 14 låtar som ingår i With The Beatles har samtliga sju Lennon/McCartney-kompositioner tagits med, liksom George Harrisons debut som låtskrivare "Don't Bother Me". Dessutom ingår en cover från detta album – Meredith Willsons "Till There Was You" från musikalen The Music Man. Dessutom har man tagit med singeln "I Want To Hold Your Hand" / "This Boy" samt Lennon-McCartneys "I Saw Her Standing There", som i Europa var inledningsspåret på Beatles' första LP Please Please Me.
En nyutgåva av Meet The Beatles! finns i både mono- och stereoversion i 4-CD-boxen The Capitol Albums Vol.1 från 2004. Den nya utgåvan har remastrats av Ted Jensen på Sterling Sound, New York.

## Låtlista
Låtarna skrivna av Lennon/McCartney, där inget annat namn anges
1. "I Want to Hold Your Hand" - 2:24
2. "I Saw Her Standing There" - 2:50
3. "This Boy" - 2:11
4. "It Won't Be Long" - 2:11
5. "All I've Got to Do" - 2:05
6. "All My Loving" - 2:04
7. "Don't Bother Me" (George Harrison) 2:28
8. "Little Child" - 1:46
9. "Till There Was You" (Meredith Willson) - 2:12
10. "Hold Me Tight" - 2:30
11. "I Wanna Be Your Man" - 1:59
12. "Not a Second Time" - 2:03